# 키노시타 코코
키노시타 코코(일본어: 木下 ココ, 1982년 12월 24일 ~ )는 일본의 모델이다.